# Élection présidentielle turkmène de 2007
L'élection présidentielle turkmène de 2007 a eu lieu au Turkménistan le 11 février 2007. Elle fait suite au décès du président Saparmyrat Nyýazow, survenue le 21 décembre 2006.
Le Conseil du Peuple a modifié la Constitution pour permettre au président par intérim Gurbanguly Berdimuhamedow de participer à cette élection. C'est ce dernier qui l'a emporté avec 89,07 % des suffrages.

## Candidats
Le Conseil du peuple a choisi six candidats qui ont ensuite été approuvés par la commission électorale centrale. Tous sont membres du Parti démocratique.
- Amanýaz Atajykow, député, ancien vice-gouverneur de la province de Daşoguz ;
- Gurbanguly Berdimuhamedow, président par intérim ;
- Orazmyrat Garajaýew, maire d'Abadan ;
- Muhammetnazar Gurbanow, chef du district de Garabekewul ;
- Işanguly Nuryýew, vice-ministre de l'Industrie du pétrole et du gaz et des Ressources naturelles ;
- Aşyrnyýaz Pomanow, maire de Türkmenbaşy.

## Résultats
| Candidat               | Candidat                  | Parti                  | Voix      | %     |
| ---------------------- | ------------------------- | ---------------------- | --------- | ----- |
|                        | Gurbanguly Berdimuhamedow | TDP                    | 2 357 120 | 89,07 |
|                        | Amanýaz Atajykow          | TDP                    | 85 016    | 3,21  |
|                        | Işanguly Nuryýew          | TDP                    | 62 830    | 2,37  |
|                        | Muhammetnazar Gurbanow    | TDP                    | 62 672    | 2,37  |
|                        | Orazmyrat Garajaýew       | TDP                    | 40 821    | 1,54  |
|                        | Aşyrnyýaz Pomanow         | TDP                    | 34 733    | 1,31  |
|                        | Aucun d'entre eux         | Aucun d'entre eux      | 3 174     | 0,12  |
|                        |                           |                        |           |       |
| Votes valides          | Votes valides             | Votes valides          | 2 646 366 | 99,92 |
| Votes blancs et nuls   | Votes blancs et nuls      | Votes blancs et nuls   | 2 231     | 0,08  |
| Total                  | Total                     | Total                  | 2 648 597 | 100   |
| Abstention             | Abstention                | Abstention             | 28 992    | 1,08  |
| Inscrits/Participation | Inscrits/Participation    | Inscrits/Participation | 2 677 589 | 98,92 |